# Esnandes
Esnandes là một xã của Pháp, năm ở tỉnh Charente-Maritime trong vùng Nouvelle-Aquitaine tây nam Pháp. Xã này có độ cao từ 0-19 mét trên mực nước biển.